# Cordillera Septentrional
De Cordillera Septentrional is een bergketen in het noorden van de Dominicaanse Republiek. De keten is 200 km lang, van Monte Cristi aan de Haïtiaanse grens tot aan Nagua, en 40 km breed. De bergen liggen in een bijna rechte lijn die van noordwest naar zuidoost loopt. Ze worden van de Atlantische kust gescheiden door de smalle Atlantische Kustvlakte. Het gebergte vormt de noordelijke grens van de Valle de Cibao. Ten westen van de keten ligt de Valle de Santiago en in het oosten de Valle de la Vega Real.
De keten is relatief jong, en stamt uit de tertiaire periode. De zuidelijke hellingen worden ook wel Sierra de Monte Cristi genoemd. Zij liggen tegen een breuklijn, wat steile hellingen tot gevolg heeft. Ten oosten van de stad Moca wordt het gebergte ook wel aangeduid als Sierra de Macorís.
Dankzij vochtige winden uit het noordoosten is er veel regenval op de noordelijke flank. Hier wordt veel koffie verbouwd. Van de oorspronkelijke vegetatie zijn op de Cordillera Septentrional nog maar kleine stukken bergregenwoud over.

## Toppen
In vergelijking met de Cordillera Central kent de Cordillera Septentrional minder uitschieters. Een aantal toppen komt boven de 1000 meter uit. De belangrijkste bergen zijn:
- Diego de Ocampo (1249 meter), in de buurt van de stad Santiago de los Caballeros.
- El Peñon (1100 meter), in de buurt van het dorp Tamboril. Hier wordt barnsteen gevonden, ontstaan uit de hars van Miocene pijnbomen.
- Jicomé (1083 meter), ook Murazo genoemd, in de buurt van Esperanza.
- Loma Quita Espuela (985 meter), in de buurt van San Francisco de Macorís.
- El Mogote (970 meter), in de buurt van de stad Moca.

## Columbus
Toen Christoffel Columbus in het gebied verbleef, liep er slechts een smal pad door de bergen. Daarop liet hij enkele hidalgo's met hun werklui het pad verbreden en de bomen kappen. Daarop noemde hij de haven onderaan het pad Puerto de los Hidalgos. In zijn dagboek schrijft zijn reisgenoot Bartolomé de Las Casas over de berg Isabel de Torres (800 meter), bij de stad Puerto Plata: 
Ze is zeer hoog, en omdat ze zo hoog is altijd bedekt met nevel op de top, wat haar zilverachtig maakt, zodat de Admiraal haar Monte de Plata noemde. Zij heeft heel mooie bomen, maar deze zijn schaars en daardoor maken ze haar nog mooier. De inheemsen zeggen dat er boven op de top een lagune is met zoet water.